# Crataegus pinnatifida
Crataegus pinnatifida és una espècie botànica de la subfamília Maloideae. Té uns brillants fruits vermells d'uns 4 cm de diàmetre, que maduren al setembre. Aquests fruits solen consumir-se a la Xina, sovint en forma de gelatina o formant part d'altres plats. Rarament són consumits crus. Es punxen en un pal de bambú per fer-ne el tanghulu.

## Ús medicinal
Els fruits secs de Crataegus pinnatifida s'utilitzen bàsicament com a digestius.

## Varietats
També és usada en l'elaboració de mescles de te amb la finalitat de rebaixar com el Bojenmi entre d'altres.

## Taxonomia
Crataegus pinnatifida  va ser descrita per Alexander von Bunge i publicat en Enumeratio Plantarum, quas in China Boreali Collegit 26 (-27) , l'any 1833.
Sinonímia
- Crataegus bretschneideri  C.K.Schneid.
- Crataegus pinnatifida var. typica  C.K.Schneid.
- Mespilus pentagyna var. pinnatifida  (Bunge) Wenz.[4]